# 选举权
選舉權（英語：Suffrage，意即投票），在民主過程中，意指公民權中與選舉相關之權利，或對該權利之行使，又稱公權（political franchise，the franchise，也譯為參政權）。在民主社會中，選舉權除了選舉時的投票權之外，也包括成為候選人的權利。成為選舉候選人的權利，有時也被稱為被選舉權（candidate eligibility，候選人資格），同時擁有選舉權與被選舉權，稱為完全選舉權（full suffrage）。

此詞可追溯至法國人之先祖法蘭西人為自由民之時。在歷史上，曾有多群的人民，因隸屬於封建領主或其他原因不具備自由民的身份，而不獲選舉權。這種排斥性的作法有時在選罷法中有明文規定；有時以表面上無涉於排除選舉權的施行細則行之（例如，美國南方在權利法案制訂之前，曾以人頭稅與識字要求排除被解放的黑奴的選舉權）。有時某些群體是有選舉權，但因選舉制度或政府體制上的因素使其選票與其他群體並不等值。
民主政府的政府通常須由普選產生。

## 形式

### 普選
普選（Universal Suffrage）一詞用以描述投票權不受族裔、性別、信仰、經濟狀況或社會地位所限制。選舉權一般不會擴及選區內全體公民或居民，通常以國籍與年齡作區分，偶爾也以精神狀況及被判有罪與否而定。不過這些限制都很有限。
1893年，紐西蘭成為第一個行使限制性普選的國家。1906年，芬蘭成為第一個行使限制性普選的歐洲國家，同時也是史上第一個全體公民都有資格成為國會議員的國家。

### 婦女選舉權
婦女選舉權向為其婦女參政論者之主張。此項運動於十九世紀末至廿世紀初期之間，曾為西方許多民主國家主要之自由主義與民主運動，當時之婦女參政論者強力主張男女平權與女性投票權。相關之知名人士包括Kate Sheppard、索杰纳·特鲁思、Susan B. Anthony、艾米琳·潘克斯特、柳克丽霞·莫特與伊麗莎白·凱迪·斯坦頓。 
十九世紀末，婦女選舉權在紐西蘭成為最有力的社會運動。該運動由婦女基督徒自制聯盟（原為地下團體）提倡，並由凱特·許帕領導。
在美國，全國婦女黨領袖艾麗斯·保羅為知名的婦女參政支持者。
全國女性參政運動社團聯盟（NUWSS, National Union of Women's Suffrage Societies）的作為大多以和平方式進行，相信非暴力手段為推進婦女參政權之道，反對行使暴力的女性社會與政治聯盟（WPSU, Women's Social and Political Union）。該聯盟有一次曾在新罕布夏的一處投票所中放出100隻老鼠。
世界妇女争取政治平等权力的斗争是1840年从法国、英国和美国开始的，在上个世纪中，这一斗争只取得些许成果。法国妇女从50岁开始才享有选举权，这一权利是1944年4月21日由设在阿尔及尔的戴高乐将军的临时政府赋予的，法国妇女在1年以后的市政选举中行使了这一权利。根据议会间联盟这一组织进行的“妇女与政治权利”问题的调查表明，新西兰和澳大利亚妇女分别在1893年和1902年拥有选举权，但土著妇女除外。接着芬兰、挪威、丹麦妇女分别在1906年、1913年和1915年也享有了选举权。
- 1917年，前苏俄妇女获得了选举权。
- 1918年，在英国, 30岁以上妇女在议会才有权选举权与被选举权。只是到了1928年，妇女才与男性公民享有同等的选举权。

( In 1918 the vote was given to certain women aged over 30.)、( In 1928 women achieved the same voting rights as men. )
- 1918年，德国妇女获得了选举权。
- 1920年，美国妇女获得了选举权。
- 1925年, 法律承認母親对她的小孩擁有權利。( In 1925 the law recognised a  mother's rights over her children. )
- 1691年，马萨诸塞州率先给了妇女选举权，后又在1780年取消了妇女的选举权。
- 1931年，在西班牙，第二共和国宪法承认妇女拥有选举权。
- 1934年，土耳其赋予妇女选举权。
- 1944年，法国妇女获得了选举权。
- 1945年，意大利妇女首次参加选举。
- 1947年，委内瑞拉、阿根廷、前南斯拉夫和保加利亚妇女获得了选举权。
- 1948年，比利时和罗马尼亚妇女有了选举权。
- 1949年，智利和印度妇女获得了选举权。
- 1952年，希腊和玻利维亚妇女享有选举权。
- 1954年，巴基斯坦和叙利亚妇女有了选举权。
- 1956年，埃及和加蓬妇女获得了选举权。
- 1963年，伊朗和摩洛哥妇女获得了选举权。
- 1971年，瑞士妇女获得了参加议会选举的权利。
- 1976年，全体葡萄牙妇女获得了选举权。从1931年以来，只有那些受过中等或高等教育的妇女才有选举权，可男人们只要能读会写就可以参加选举。
- 1986年，欧洲最后一批获得选举权的是列支敦士登妇女。

votes for women in other parts of the world began nationally in： 
- 1893，新西蘭
- 1902，澳洲 australia
- 1913，挪威
- 1917，苏联
- 1918，澳洲、德國、波蘭 austria
- 1920，美國
- 1932，巴西
- 1934，土耳其
- 1944，法國
- 1945，義大利
- 1947，中華民國
- 1949，印度
- 1953，墨西哥
- 1971，瑞典
- 1974，蘇丹
- 1976，尼日利亚
- 2003，卡塔尔 Qatar
- 2015，沙特阿拉伯　Women are promised voting rights。

### 男性公民選舉權
男性公民投票，票票等值。

### 平等選舉權
平等選舉權有時會與普選混淆。平等選舉意指票票等值，不因投票人之收入、財富、或社會地位等條件而有所差異。

### 資格性選舉權
資格性選舉選為普選之反義，意即選民之投票資格不均等，依其等級而定（如高收入者較低收入者有較多的選票）。因而在限定範圍內者方具投票權，通常以財產為判斷基準，但仍可能作為全面性選舉，只要眾人皆符合其限定資格。

### 強制性選舉權
強制性選舉權為法律強制規定有選舉權之公民必須投票之體系。澳大利亞實行此制。

## 擯斥於選舉權以外的形式

### 宗教
在英國與愛爾蘭，羅馬天主教徒於1829年之前無權投票。

### 種族
對於實行種族隔離制度的社會，實際上只有統治的種族有政治權利，包括了早年的玻利維亞和南非完全禁絕了印第安人和黑人的權利。某程度上還有現代以色列，在非巴勒斯坦國統治地区，巴勒斯坦人沒投票權，但願意更變國籍身分為阿拉伯裔以色列人，便可有投票權，並擁有完整的公民权利。

### 社會階級
近至十九世紀，許多西方民主國家仍在律法上對投票權設有財產限制，僅擁有地產者可以投票，或者要交得起巨額稅金的人才有權投票。
時至今日，這樣不合時宜的法律多已廢棄。然而，在有些國家，仍隱含這樣的限制，即要求選民必須有居住地方能投票。這樣的要求實質上限制了許多未租賃或擁有房產者，如無家可歸者，行使公權。不僅如此，許多國家更對有犯罪前科或有精神病歷者具差別待遇（詳下），有時甚至有階級或人種上的歧視。

### 年齡
尽管普選是最好的方式，所有的民主國家都對選舉人有年齡制，禁止未達合法選舉年齡的國民投票。未達合法選舉年齡者一般約佔人口數之20%至50%，卻無民意代表。選舉年齡在全世界並不一致，不但各國不同，即使在同一國家內有時也有不同標準，一般介於16至21歲之間。
所有民主國家都將未屆齡人士排除於全國性與地區性選舉之外，年齡限制一般為18歲。是否須經固定型式的測驗以確保個人可擔負選賢與能之責仍廣受爭議。可類比的例子為：駕駛車輛的權利須經授予，極少人會認為任何年齡的駕駛人無須展現其足夠的技術與知識即可上路。
英國曾提議將投票年齡降至16歲，其中一項爭議為，法定的合法結婚、參軍、納稅年齡皆為16歲，這個年齡的人應有權參與國家的發展。

## 牢囚與罪犯
許多國家禁制罪犯之公權。美國許多州禁止牢囚投票，但也有許多國家（如大部分的歐盟成員國）允許牢囚投票，不計刑期與罪種。加拿大等國則僅允許刑期兩年以下的罪囚投票，但加拿大最高法院於2002年的紹偉對加拿大政府（Sauvé v. Canada）一案中，判決此項限制違憲，因而在2004年加拿大選舉中，加國所有獄囚皆可投票。另有若干國家，包含美國若干州在內，禁止服刑期滿之重刑犯投票。美國若干州規定，只要判決定讞，即自動褫奪公權；德法國等許多歐洲國家，則將褫奪公權視為判刑以外之另一重處罰。愛爾蘭等國並不褫奪受刑人之公權，但由於囚犯無從進入投票所，其公權實質上遭褫奪。另一個遭限制行使公權之例為精神療養院。英國上議院議員於1999年之前規定不得在普選中投票。
在香港，一直以來法例規定香港囚犯是無權投票的，直至2008年12月高院裁定有關法例剝奪囚犯人權利及違反《基本法》，對於已登記為選民但被拘留或被監禁的囚犯，可獲投票權。

## 哥倫比亞特區
自1801年國會接管哥倫比亞特區以來，華盛頓特區居民即無地區性選舉權，此舉實具爭議。當地居民自此被排除於美國憲法所明令賦予『無論任何情況下』（"in all cases whatsoever"）之選舉權與代議政治之外，逾兩百年。

## 世界各地之變革

### 美國
在美國，許可及禁制公權之權力在各州政府，而非中央政府，因而美國並無全國性的『選舉權』。美國國會曾五次修憲以令州府不得限制選舉權。這五條修正案詳列如下：
- 美國憲法第十五修正案（1870年）：不可因種族因素而立法限制選舉權。
- 美國憲法第十九修正案（1920年）：不可因性別因素而立法限制選舉權。
- 美國憲法第二十三修正案（1961年）：哥倫比亞特區居民可選舉正副總統。但還是不能選參眾兩院。
- 美國憲法第二十四修正案（1964年）：國會與州府皆不可因人頭稅或他種賦稅限制人民在聯邦選舉中之投票權。
- 美國憲法第二十六修正案（1971年）：對於18歲以上之國民，法律不可因年齡因素限制其選舉權。

### 沙特阿拉伯
2011年9月25日，沙特阿拉伯国王阿卜杜拉·本·阿卜杜勒－阿齐兹宣布自下届地方政府委员会选举开始，女性将获得选举权和被选举权。

## 今日
時至今日，多數民主國家對選舉權的態度同於生育權，不因種族、階級、或性別而有所不同，亦不以識字程度等等限制投票資格，凡達法定年齡之公民即可投票，當然還必須經過選民登記，核實資格。
有些國家允許外籍居民投票，另有些國家允許身為本國公民近親之外籍居民投票（如大英國協與歐盟若干成員國）。

## 外部連結
- 選舉權相關文章一覽 （页面存档备份，存于）包含許多的強制性或註冊投票 - 來自ACE Project （页面存档备份，存于）的文章
- 民權組織高層會議的投票權革新相關資訊
- ReclaimDemocracy.org - 建立憲政上的選舉權
- 公平選舉 - 選舉與民主中心 （页面存档备份，存于）選舉權初步，美國憲法與選舉權相關資料。
- 全國青年權組織（National Youth Rights Association） （页面存档备份，存于）
- Votes at 16英國的降低法定投票年齡運動
- 美國的停止婦女選舉權請願影片（搞笑作品） （页面存档备份，存于）
- VoteSizing.org - 民主活化黨（The Democratic Empowerment Party）推行比例投票權以利窮苦大眾。